# Élections en Belgique
 (août 2018).
Si vous disposez d'ouvrages ou d'articles de référence ou si vous connaissez des sites web de qualité traitant du thème abordé ici, merci de compléter l'article en donnant les références utiles à sa vérifiabilité et en les liant à la section « Notes et références ».
Les élections en Belgique sont organisées pour que les citoyens puissent désigner leurs représentants aux différents niveaux du pouvoir. En Belgique, il existe six niveaux de pouvoir : communal, provincial, régional, communautaire, fédéral et européen (pour un total de 538 parlementaires). Dans tous les cas, le scrutin est proportionnel et conduit donc à une majorité de coalition. (Le Sénat n'est plus élu directement.)
Tout Belge âgé de 18 ans ou plus est obligé de voter (16 ans pour les élections européennes), à moins d’être déchu de ses droits politiques ; les Belges résidant à l’étranger ou, pour les élections communales, certains étrangers résidant en Belgique n’y sont tenus que s’ils se sont inscrits en tant qu’électeurs. La demande de vote par procuration est possible jusqu’à la veille du scrutin. Voir Droit de vote en Belgique.
Les dernières élections communales et provinciales ont eu lieu en 2024. En juin 2024 ont eu lieu toutes les élections parlementaires : fédérales, régionales et européennes.

## Système électoral belge
La répartition des sièges se fait selon la méthode d’Hondt appliquée au résultat des listes, par circonscription électorale. Au sein d’un même parti, les sièges sont répartis en fonction de la popularité des candidats et de leur ordre dans la liste (votes préférentiels + votes dévolutifs).
Les circonscriptions parlementaires sont les provinces pour la Chambre et pour le parlement flamand (plus Bruxelles). Elles sont plus petites pour l'élection du parlement wallon.
L’arrondissement de BHV s’étendait sur la Région de Bruxelles-Capitale et une partie de la Région flamande (Hal-Vilvorde). À partir de 2014, la circonscription de Bruxelles est, avec le canton électoral de Rhode-Saint-Genèse, la seule circonscription bilingue français-néerlandais. L’arrondissement de Verviers comprend également les communes formant la Communauté germanophone et est donc, de facto, bilingue français-allemand.
La durée des mandats varie selon le type d’élection :
- Depuis 2014, les élections fédérales (Chambre) ont lieu tous les cinq ans, en même temps que les élections européennes[1]. Avant 2014, les mandats avaient une durée de quatre ans, sauf élections anticipées en cas de dissolution.
- Les élections régionales et européennes ont lieu tous les cinq ans, sans possibilité d’élections anticipées.
- Les élections communales et provinciales ont lieu tous les six ans, sans possibilité d’élections anticipées.

Deux types de vote existent : soit voter pour un ou plusieurs candidats d’une même liste, soit voter pour un parti. Dans ce dernier cas, les voix obtenues pour le parti sont réparties entre les candidats, en tenant compte de leur ordre sur la liste et au pro rata des votes qu’ils leur manquent pour être élu. Les candidats en début de liste sont ainsi « privilégiés ».
Le vote électronique n’est pas obligatoire, et laissé à l’appréciation des communes. Le débat à ce sujet est toujours ouvert.
Un seuil électoral de 5 % a été décidé le 26 avril 2002 et mis en place progressivement. Il apparaît aux élections fédérales de 2003, puis aux élections régionales de 2009. Vu la taille des circonscriptions fédérales, le seuil légal de 5 % est inférieur au seuil naturel théorique sauf pour la circonscription d’Anvers (4,16 %), seule circonscription à compter plus de 20 élus. Le seuil naturel effectif (qui tient compte de la répartition des voix entre les différentes listes) est quant à lui inférieur à 5 % dans 3 circonscriptions : Anvers (3,66 %), Flandre-Orientale (4,45 %) et Hainaut (4,88 %).

### Élections communales
La circonscription se limite naturellement à la commune elle-même. On détermine le nombre de conseillers communaux à élire en fonction de la population de la commune au premier janvier de l’année précédant l’élection. La méthode de répartition des votes en siège utilisée n'est pas la méthode d'Hondt, mais bien la méthode Impériali, sauf dans la Communauté germanophone et dans quelques communes à facilités linguistiques.
Du ressort des Régions, les élections communales diffèrent ainsi selon la Région où l’on se trouve. Ainsi, en Wallonie, le bourgmestre est obligatoirement (sauf s’il se désiste) le candidat le plus populaire du parti le plus populaire formant la majorité.
Les étrangers (également non européens) y ont le droit de vote (loi du 19 mars 2004).
Pour être électeur :
- Être inscrit au registre de la population de la commune au 1er août de l’année d’élections[3] et
  - Être citoyen belge de 18 ans ou plus[3]
  - ou être ressortissant de l’Union Européenne, avoir 18 ans ou plus et être inscrit au registre des électeurs de la commune[3]
  - ou être ressortissant hors-UE, avoir 18 ans ou plus, être inscrit au registre des électeurs de la commune et avoir établi sa résidence principale en Belgique, sur base d’un titre de séjour légal, de manière ininterrompue pendant les 5 ans précédent l’inscription au registre[3].

Pour être candidat :
- Être belge au plus tard au moment du dépôt de sa candidature et avoir 18 ans ou plus.
- ou être ressortissant de l’Union Européenne, avoir 18 ans ou plus et être inscrit au registre des électeurs de la commune (obligation de la directive européenne 94/80/CE)[3].

Non éligible :
- Le Gouverneur de province, à sa sortie de fonction, ne peut être candidat les deux années qui suivent.

### Élections provinciales
La circonscription électorale pour la province est le district. Il s’agit d’une subdivision des arrondissements administratifs présentés ci-avant. Une liste complète par province est disponible ici.
On détermine le nombre de conseillers provinciaux à élire en fonction de la population de la province au premier janvier de l’année précédant l’élection.

#### Conditions pour être électeur
- Être inscrit au registre de la population de la commune appartenant à la province visée au 1er août de l’année d’élections[4] ET
- Être citoyen belge de 18 ans ou plus[4]

#### Conditions pour être candidat
- Être belge au plus tard au moment du dépôt de sa candidature et avoir 18 ans ou plus.

##### Inéligibilité
- Le Gouverneur de province, à sa sortie de fonction, ne peut être candidat les deux années qui suivent.
- Les parlementaires, les sénateurs, les eurodéputés et les membres d’un parlement régional ou communautaire
- Les secrétaires d’État, les ministres (tant fédéraux, que régionaux et communautaires) et les membres des commissaires européens

### Élections régionales
- Le Parlement de Wallonie compte 75 sièges (il n’y a pas de quota spécifique pour les germanophones) ;

Les circonscriptions wallonnes sont les suivantes (depuis 2018) :
- Arlon-Marche-en-Famenne-Bastogne-Neufchâteau-Virton
- Charleroi-Thuin
- Dinant-Philippeville
- Huy-Waremme
- Liège
- Mons
- Namur
- Nivelles
- Soignies-La Louvière
- Tournai-Ath-Mouscron (composé des arrondissements de Ath et de Tournai-Mouscron)
- Verviers

- Le Parlement bruxellois compte 89 sièges :
  - 72 francophones,
  - 17 néerlandophones ;

Les 17 mandataires néerlandophones ont le même poids politique que les 72 francophones (la coalition au pouvoir doit donc former une majorité dans les deux groupes linguistiques).
- Le Parlement flamand a quant à lui été dissous dans la Communauté flamande (voir plus bas).

### Élections communautaires
- Le Parlement flamand compte 124 sièges (dont 6 pour les néerlandophones bruxellois) ;
- Le Parlement de la Communauté germanophone compte 25 sièges ;
- Le Parlement de la Communauté française est composé de députés wallons et bruxellois : pas d’élection communautaire, les membres du Parlement de la Communauté étant issus des parlements régionaux.

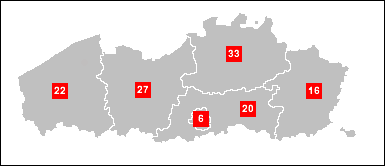
Répartition des 124 sièges du Parlement flamand.

Les circonscriptions flamandes sont les suivantes :
- Anvers (33)
- Brabant flamand (20)
- Flandre-Occidentale (22)
- Flandre-Orientale (27)
- Limbourg (16)
- Ressortissants MBCF (Bruxellois néerlandophones) (6)

### Élections fédérales (Chambre des représentants)
Les 150 députés de la chambre des représentants (Parlement fédéral) sont élus au suffrage universel direct à la représentation proportionnelle selon la méthode « d'Hondt » : le vote préférentiel dans le cadre d’une même liste est possible. Le nombre de sièges de chaque circonscription est proportionnel au chiffre de la population de celle-ci. Ce chiffre de la population de chaque circonscription électorale est déterminé tous les 10 ans par un recensement.
Le 10 octobre 2022, les 150 sièges sont répartis selon les 11 circonscriptions suivantes :
Flandre (total : 87)
- Anvers (24)
- Flandre orientale (20)
- Flandre occidentale (16)
- Brabant flamand (15)
- Limbourg (12)

Wallonie (total : 47)
- Hainaut (17)
- Liège (14)
- Namur (7)
- Brabant wallon (5)
- Luxembourg (4)

Bruxelles (total : 16)

### Élections fédérales (Sénat)
De 1995 à 2014, il existe 4 méthodes pour obtenir l’un des 74 sièges du Sénat :
- 40 sénateurs élus au suffrage universel direct à la représentation proportionnelle selon la méthode d’Hondt (le vote préférentiel dans le cadre d’une même liste est possible), par deux collèges électoraux: 
  - 25 sièges dans le collège électoral néerlandais (5 provinces flamandes + BHV)
  - 15 sièges dans le collège électoral français (5 provinces wallonnes + BHV)

Les électeurs de l’arrondissement de Bruxelles-Hal-Vilvorde (BHV) décident s’ils votent pour une liste francophone ou une liste néerlandophone. Il y avait donc trois circonscriptions électorales (flamande, wallonne et BHV) mais seulement deux collèges électoraux. Les électeurs de la circonscription de BHV sont rattachés à l’un de ces deux collèges par leurs votes pour une liste francophone ou néerlandophone.
- Les parlements de Communauté désignent des sénateurs de Communauté parmi leurs députés :
  - le Parlement flamand 10
  - le Parlement de la Communauté française 10
  - le Parlement de la Communauté germanophone 1
- Les sénateurs ci-dessus désignent des sénateurs par cooptation :
  - 6 néerlandophones
  - 4 francophones

La désignation des sénateurs de communauté par les Conseils flamand et wallon, ainsi que celle des sénateurs cooptés se fera au prorata du score des listes à l’élection sénatoriale directe qui vient de se tenir. Par l’application de la clé d’Hondt, en fonction des voix obtenues, on répartit entre les formations les 25 resp. 15 sénateurs à élire directement. Puis on continue le calcul pour savoir de quels partis seront les 10 resp. 10 sénateurs de communauté. On termine enfin le travail par la répartition des 6 resp. 4 sénateurs cooptés. L’électeur décide du nombre de sénateurs, mais le sénat des personnes siégeant. Ainsi, les sénateurs de communauté et cooptés ne peuvent être élus que si leur liste a déjà un sénateur élu directement. Pour les sénateurs de communauté, il faut que la liste soit représentée dans le Conseil communautaire de la langue correspondante.
Le sénateur de la communauté germanophone est élu au scrutin majoritaire uninominal par les membres du Parlement de la Communauté germanophone.
- Les princes royaux (au nombre de trois jusqu’à l’abdication d’Albert II) sont sénateurs de droit, sans droit de vote.

Critique
Au niveau fédéral, que ce soit pour le Parlement ou le Sénat, un candidat est soit inscrit dans un arrondissement flamand, soit dans un arrondissement francophone (excepté dans les cas de Bruxelles et du canton de Rhode-Saint-Genèse).
Un ministre ou un député belge n’est donc responsable de ses actes que devant « sa » Communauté.
La logique des élections en Belgique veut qu’il y a un deuxième tour qui se fait par les majorités à la proportionnelle.
En 2007, Guy Verhofstadt a par exemple commencé sa campagne électorale en éditant un livre résumant ses 8 années en tant que premier ministre, mais ce livre a été édité en néerlandais seulement, disponible seulement en Flandre et à Bruxelles.
Ainsi, même un candidat premier ministre est peu tenté de faire campagne électorale dans l’autre communauté, puisque ces électeurs ne peuvent pas voter pour lui. Or s’il est élu, il sera bien premier ministre de tous les Belges. Pour pallier ce problème, l’idée d’une circonscription fédérale pour les élections fédérales a été lancée.
Impact de la 6e Réforme de l’État (2012)
La sixième réforme de l’État convenue entre huit partis politiques autour du formateur Elio di Rupo en octobre 2011 prévoit que le Sénat sera composé de 60 sénateurs après les élections législatives fédérales belges de 2014 :
- 50 sénateurs des entités fédérées :
  - 29 néerlandophones du Parlement flamand
  - 20 francophones :
    - 10 du Parlement de la Communauté française dont 3 doivent être domiciliés à Bruxelles
    - 8 du Parlement de Wallonie
    - 2 du groupe linguistique français du Parlement de la Région de Bruxelles-Capitale

  - 1 germanophone du Parlement de la Communauté germanophone
- 10 sénateurs cooptés (sur base des résultats de la Chambre).

### Élections européennes
Au Parlement européen, la Belgique dispose de 22 sièges : 13 pour le Collège néerlandophone, 8 pour le Collège francophone et 1 pour le Collège germanophone.
Pour les élections européennes, la Belgique prévoit donc 3 collèges électoraux (qui recoupent globalement les 3 communautés), mais recense 4 circonscriptions électorales au niveau européen (qui correspondent aux 4 régions linguistiques).
La majorité électorale pour les élections européennes en Belgique est de 16 ans, alors qu'elle est de 18 ans pour les autres élections.

#### Les circonscriptions
- Circonscription électorale de Bruxelles (avec libre choix du collège électoral, français ou néerlandais).
- Circonscription électorale flamande (le choix du collège électoral, français ou néerlandais, est libre dans le Canton électoral de Rhode-Saint-Genèse).
- Circonscription électorale germanophone.
- Circonscription électorale de la région de langue française (appelée le plus souvent « circonscription wallonne »).

#### Les collèges
- Collège néerlandophone : votes émis dans la circonscription de la région flamande (à l’exclusion des votes francophones du Canton de Rhode-Saint-Genèse), ainsi que les votes néerlandophones de Bruxelles.
- Collège francophone : votes émis dans la circonscription de la région de langue française, ainsi que les votes francophones de Bruxelles et du canton de Rhode-Saint-Genèse.
- Collège germanophone : votes émis dans la circonscription germanophone.

## Listes des dernières élections en Belgique
- 13 octobre 2024 : élections communales et provinciales
- 9 juin 2024 : élections fédérales, régionales et européennes
- 26 mai 2019 : élections fédérales, régionales et européennes
- 14 octobre 2018 : élections communales et provinciales
- 25 mai 2014 : élections fédérales, régionales et européennes
- 14 octobre 2012 : élections communales et provinciales
- 13 juin 2010 : élections fédérales anticipées
- 7 juin 2009 : élections régionales et européennes
- 10 juin 2007 : élections fédérales
- 8 octobre 2006 : élections communales et provinciales
- 13 juin 2004 : élections régionales et européennes
- 18 mai 2003 : élections fédérales
- 8 octobre 2000 : Élections communales et provinciales
- 13 juin 1999 : élections fédérales, régionales et européennes
- 21 mai 1995 : élections fédérales
- 9 octobre 1994 : élections communales et provinciales

Critique
La fédéralisation de la Belgique a conduit à une multiplication des niveaux de pouvoirs et ce d’autant plus que la durée des mandats varie de 4 à 6 ans. Ainsi, les partis sont en moyenne une année sur deux en campagne électorale, ce pourquoi certains plaident pour coupler les élections régionales et fédérales. De 1994 à 2012 (18 ans), les Belges ont été invités à voter 11 fois.
Toutefois, dans ce cas de figure, un parti pourrait se retrouver dans la majorité fédérale et dans l’opposition régionale. Ce qui compliquerait davantage la formation d’un quelconque gouvernement ou inciterait les partis à imposer les mêmes majorités à tous les niveaux de pouvoir, au détriment du choix des électeurs.
On notera cependant que ce choix d’isoler les scrutins pour les différents niveaux de pouvoirs permet aux électeurs d’avoir une vision plus claire des différentes entités et du fédéralisme belge. La plupart des États fédéraux organisent, en effet, des élections distinctes. Les enjeux et les compétences n’étant pas les mêmes, les citoyens ont ainsi la possibilité d’opérer leurs choix pour chaque niveau de pouvoir.